# Colonia Emiliano Zapata, Yurécuaro
Colonia Emiliano Zapata är en ort i Mexiko.   Den ligger i kommunen Yurécuaro och delstaten Michoacán de Ocampo, i den centrala delen av landet, 300 km väster om huvudstaden Mexico City. Colonia Emiliano Zapata ligger 1 549 meter över havet och antalet invånare är 391.
Terrängen runt Colonia Emiliano Zapata är kuperad åt sydost, men åt nordväst är den platt. Runt Colonia Emiliano Zapata är det ganska tätbefolkat, med 199 invånare per kvadratkilometer. Närmaste större samhälle är Yurécuaro, 6,9 km nordväst om Colonia Emiliano Zapata. I omgivningarna runt Colonia Emiliano Zapata växer huvudsakligen savannskog.